# پوآبی

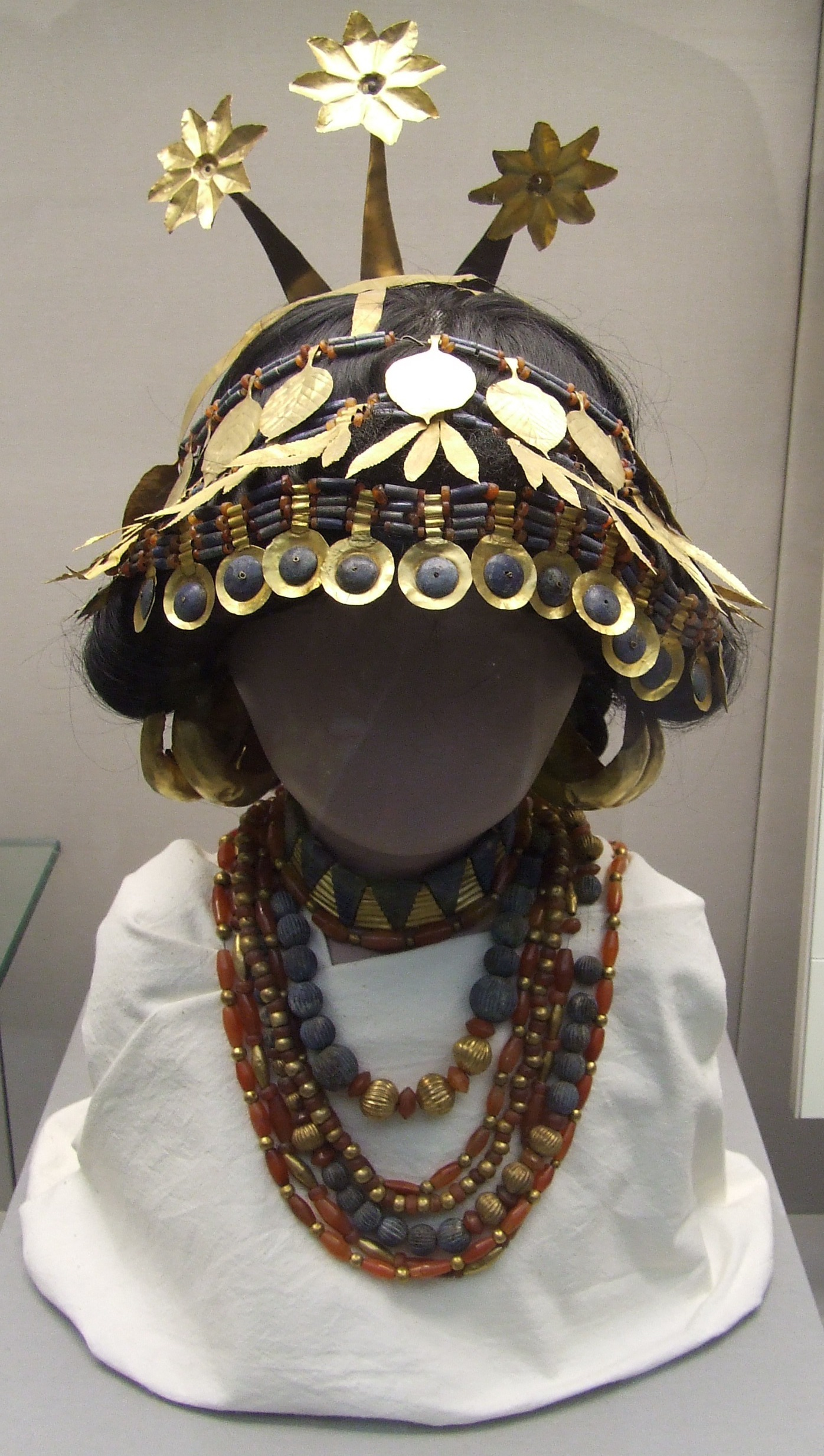
تاج بازسازی شدهٔ پوآبی

پوآبی که به زبان اکدی به معنی «حرف پدرم» است، فردی مهم در شهر اور سومریان در دورهٔ نخستین شاهان سومری بود (۲۶۰۰ سال پیش از میلاد). لئونارد وولی به اشتباه نام او را شوباد فهمیده بود. پوآبی با نام ملکه یا نایب‌السلطنه مشهور است. مقام پوآبی در حکومت هنوز کاملاً روشن نیست چندین مهر استوانه‌ای در آرامگاه او پیدا شده‌است که از او با نام‌های نین و اِرِش یاد شده که آنها می‌توانند به معنی ملکه یا کشیش باشند. به هر حال روشن است که پوآبی نقش فرهنگی و اجتماعی مهمی در حکومت سومر داشته‌است.

## آرامگاه

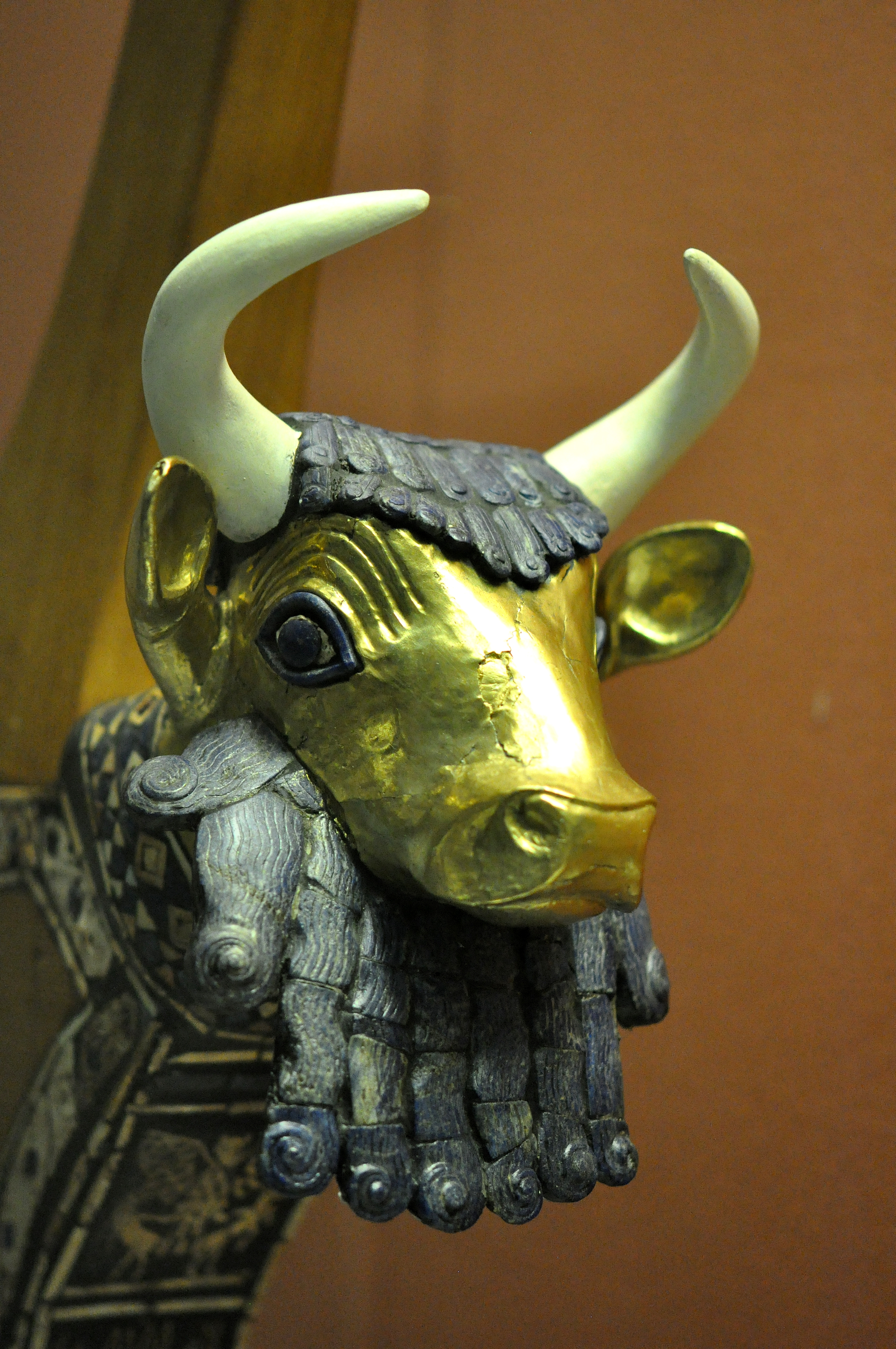
سر گاو متعلق به قبر ملکه در گورستان سلطنتی اور،جنوب بین النهرین عراق

باستان‌شناس بریتانیایی، لئونارد وولی نخستین کسی بود که آرامگاه پوآبی را شناسایی کرد آنها در فاصلهٔ سال‌های ۱۹۲۲ تا ۱۹۳۴ در کاوش‌هایشان آرامگاه پوآبی و نزدیک به ۱۸۰۰ تن دیگر را در گورستان شاهی اور شناسایی کردند. آرامگاه پوآبی بسیار ویژه و مهم بود، نه به این خاطر که اثاث قبر آن بسیار با کیفیت و فراوان بود بلکه به این دلیل که غارتگران به سراغ آرامگاه او نرفته بودند و آرامگاه در طول هزاران سال دست نخورده مانده بود. از جمله اثاث قبر پوآبی می‌توان به کلاه‌های سنگین و شگفت زرین که از برگ‌های زرین ساخته شده بود، حلقه‌ها، بشقاب‌ها، چنگ، یک کلهٔ گاو نر که از لاجورد و زر ساخته شده بود، گردنبند، کمربند، دستبند و حلقه‌هایی که با دانه‌های لاجورد تزئین شده بود، ارابه که با تصویر سر شیر مادهٔ نقره ای تزئین شده بود.
پوآبی با ۵۲ تن دیگر شامل نگهبانان، اسب‌ها، شیرها، یک ارابه و چندین تن دیگر به خاک سپرده شده بود. از دید لئونارد وولی، مستخدمانی که با پوآبی به خاک سپرده شده بودند زهر خورده بودند یا به آنها خورانده شده بود تا در جهان دیگر در خدمت او باشند. اسکن‌هایی که اخیراً صورت گرفته نشان می‌دهد برخی از افرادی که قربانی شده‌اند با زور و خشونت کشته شده‌اند احتمالاً یک ابزار نوک تیز سنگین باعث شکستگی‌های ایجاد شده در جمجمه آنها و درنتیجه مرگشان شده‌است. همچنین یک چکش کوچک در آرامگاه پیدا شده‌است. علاوه بر این شنگرف و بقایای بخار جیوه در آرامگاه دیده شده‌است که می‌تواند برای به تأخیر انداختن فساد جنازه‌ها و ادامهٔ مراسم خاکسپاری بوده باشد.
جنازه‌ها در آرامگاه به صورت خم شده و در حالتی غیرطبیعی گذاشته شده بودند گویی که هر جنازه سرش را روی پای دیگری گذاشته و در آرامش است. گاهی سر جنازه در جهتی گذاشته شده که زخمی که بر سر وارد شده پنهان شود. گاهی هم کلاه-خود یا پارچه‌هایی به دور سر قربانیان پیچیده شده‌است که گویی آنها بیرون آرامگاه کشته شده‌اند بعد بر آنها لباس پوشانده شده‌است، مراسم انجام گرفته و دست آخر کنار پوآبی به خاک سپرده شده‌اند.

## بقایا
بقایای بدن پوآبی از جمله جمجمه اش که به شدت آسیب دیده در موزه تاریخ طبیعی لندن نگهداری می‌شود. وسایل بدست آمده از آرامگاه که وولی پیدا کرد میان موزه بریتانیا در لندن، موزهٔ دانشگاه فیلادلفیا و موزهٔ ملی بغداد تقسیم شده‌است. همچنین در جریان جنگ عراق در ۲۰۰۳ برخی تکه‌های ارزشمند از موزهٔ ملی بغداد دزدیده شده‌است.